# Styloceras
Styloceras, rod drveća i grmova iz porodice šimširovki rasprostranjen po Andskim područjem Južne Amerike od Venezuele i Kolumbije do Bolivije. 

## Vrste
Rodu pripada 6 priznatih vrsta:
1. Styloceras brokawii A.H.Gentry & R.B.Foster
2. Styloceras columnare Müll.Arg.
3. Styloceras connatum Torrez & P.Jørg.
4. Styloceras kunthianum Juss.
5. Styloceras laurifolium (Willd.) Kunth
6. Styloceras penninervium A.H.Gentry & Aymard